# Алюминий Металлург Рус
Акционерное общество «Алюминий Металлург Рус» (АМР) — многопрофильное российское предприятие по выпуску алюминиевых полуфабрикатов для авиастроения, автомобилестроения, судостроения, приборостроения, электронной и других отраслей промышленности.
Предприятие ранее называлось: Белокалитвинский металлургический завод, Белокалитвенское металлургическое производственное объединение (БКМПО) и Алкоа Металлург Рус. Входило в состав финансово-промышленной группы «Донинвест».

## История
Летом 1939 года в Белой Калитве началось освоение промышленной площадки нового металлургического завода: рылись котлованы, строились складские помещения, прокладывались железнодорожные пути. Но вскоре начавшаяся Великая Отечественная война отодвинула запуск завода почти на десятилетие. В 1941 году руководство завода в короткие сроки демонтировало имеющееся оборудование и отправило его вглубь страны: были эвакуированы рабочие, оборудование, строительные материалы.

Памятник узникам концлагеря

За полгода оккупации рабочего посёлка Белая Калитва на промышленной площадке завода оккупанты устроили концлагерь, где погибли до 10 тысяч мирных жителей. В память об этих событиях у центральной проходной предприятия установлен памятный знак узникам белокалитвинского концлагеря.
После освобождения Белой Калитвы было принято решение продолжать выпуск продукции в пока ещё эвакуации. Весной 1948 года правительство СССР подписало постановление о продолжении строительства Белокалитвинского завода алюминиевого проката. Одновременно со строительством производственных мощностей, заводчане строили жилые дома, школы, Дворец культуры и многие другие объекты.
21 сентября 1954 года был подписан акт о приемке 1-й очереди завода алюминиевых сплавов. 12 октября 1954 года было выпущено первое литьё — этот день стал днём рождения предприятия.
В 1954—1966 годах было сдано в эксплуатацию более 40 % основных производственных фондов: два прокатных, прутково-профильный и кузнечно-прессовый цеха, а также цех по производству товаров народного потребления и другие объекты.

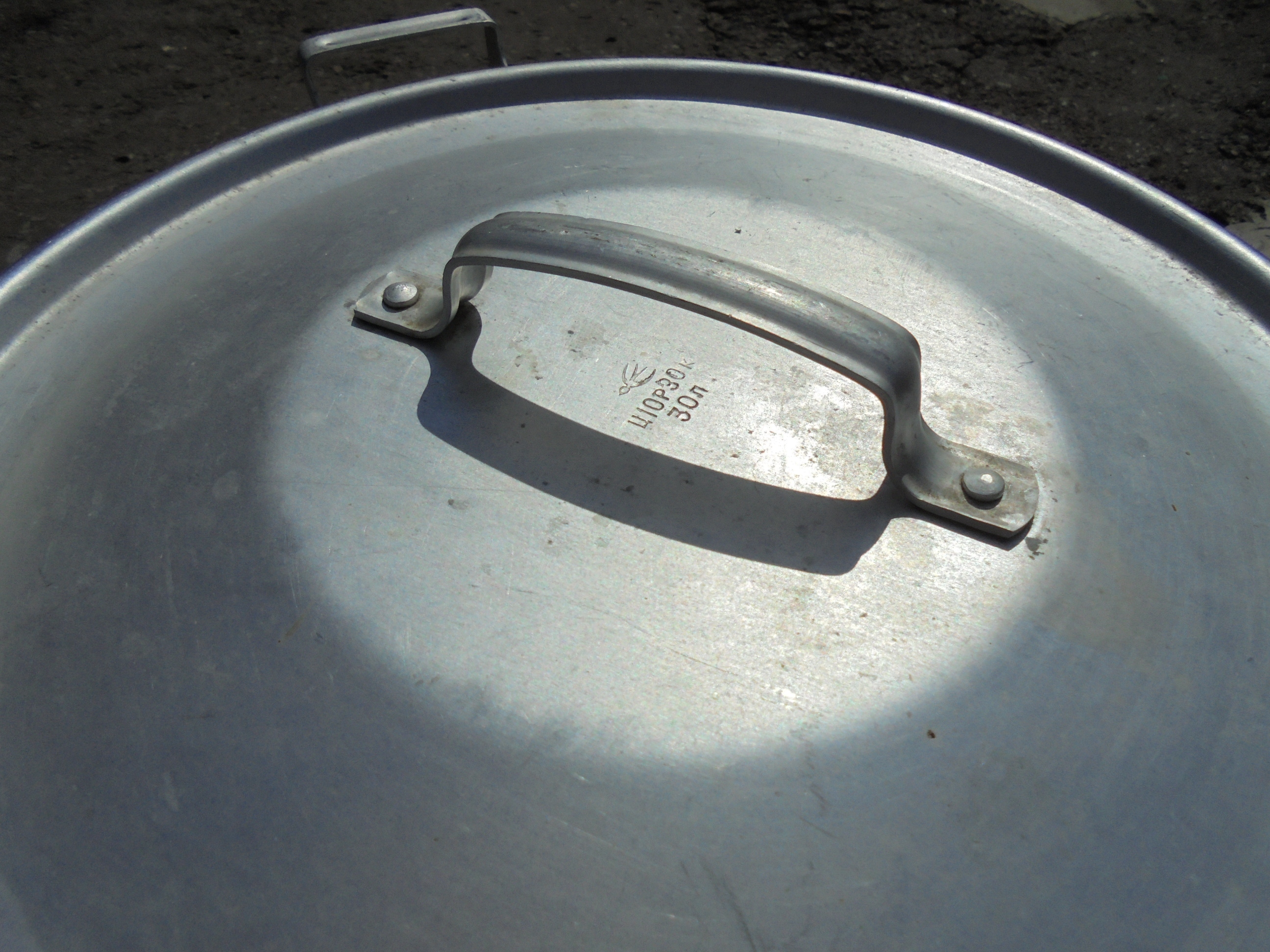
Логотип завода на его изделии

В 1957 году была принята маркировка продукции завода — логотип «Ласточка». В 1959 году впервые в российской практике для получения металла повышенной чистоты были использованы усовершенствованные металлургами индукционные канальные печи.
в 1969—1970 годах впервые в мире освоена серийная отливка круглых и плоских слитков в электромагнитный кристаллизатор; это изобретение было запатентовано в 17 странах мира.
В 1973 году в трубном производстве был смонтирован первый в Европе стан бухтового волочения ТБ-2800. В 1977 году также впервые в Европе было освоено производство крупногабаритной и длинномерной продукции.
В 1980 году впервые в СССР был освоен выпуск тефлонированной посуды.
В 1981 году предприятие было награждено орденом Трудового Красного Знамени. Специалисты завода стали лауреатами Государственной премии СССР. Позже предприятие участвовало в проектах строительства самолёта «Руслан» и космического корабля «Буран», получив Правительственную Премию № 1 1997 года в области качества.
17 октября 1989 года открыл свои двери музей истории Белокалитвинского металлургического завода. Отдельная экспозиция, посвящённая заводу, представлена в Белокалитвинском историко-краеведческом музее.
В 1993 году Белокалитвинский металлургический завод в результате приватизации стал акционерным обществом «Белокалитвенское металлургическое производственное объединение» (БКМПО).
В 2000 году БКМПО вошло в состав перерабатывающего бизнеса компании Русский Алюминий.
В 2004 году американская компания Alcoa купила БКМПО и Самарский металлургический завод (СМЗ) у компании Русский Алюминий за $257 млн.
В 2007 году БКМПО было присоединено к ОАО «Алкоа Металлург Рус».
В 2015 году Alcoa продала АО «АМР» (бывшее БКМПО) Ступинской титановой компании.
В 2016 году генеральный директор УК «Алюминий Металлург Рус» Владимир Чертовиков сообщил, что на заводе Алюминий Металлург Рус идет масштабная модернизация производственных мощностей. Это поможет АМР стать высокотехнологичным предприятием.
В декабре 2021 года стало известно, что Сбер профинансировал АО «АМР» по программе повышения конкурентоспособности.

Заводские памятники
Стела в честь государственной награды
Памятник металлургам
Надпись у подножия стелы